# Statistics New Zealand
Statistics New Zealand (māori Tatauranga Aotearoa; deutsch etwa Statistiken Neuseeland) ist das statistische Amt Neuseelands. Auf Grundlage des Statistics Act 1975 ist es für die amtlichen Statistiken Neuseelands zuständig.

Logo der Behörde

Der Sitz der Behörde befindet sich im Statistics House in der Hauptstadt Wellington. Der seit November 2023 zuständige Minister ist Andrew Bayly.
Bis 1994 hieß das Amt noch Department of Statistics.
Statistics New Zealand entwickelt und verbreitet alle offiziellen Regierungsstatistiken Neuseelands. Neben dieser allgemeinen Leitungsrolle in der Statistik führt die Organisation zahlreiche statistische Programme durch. Darunter befindet sich die alle fünf Jahre durchgeführte Volkszählung. Ein großer Teil der daraus errechneten Statistiken wird auf der Website von Statistics New Zealand kostenlos veröffentlicht.
Außerdem werden statistische Klassifikationen und Standards für Neuseeland erarbeitet sowie Forschungs- und Entwicklungsvorhaben zu statistischen Verfahren umgesetzt.
Die Behörde unterstützt auch Entwicklungsländer des pazifischen Raumes, besonders die Pazifikinseln Polynesiens, Mikronesiens und Melanesiens.

## Government Statistician
Der Leiter von Statistics New Zealand trägt den Titel des Government Statistician (deutsch etwa Regierungsstatistiker). Die Amtsinhaber waren:
- 1980–1984: John Darwin
- 1984–1992: Steve Kuzmicich
- 1992–1999: Len Cook
- 1999–2007: Brian Pink
- 2007–2013: Geoff Bascand
- 2013–2020: Liz McPherson
- seit 2020: Mark Snowden